# Thomas George Baker
Thomas George Baker (Maerdy, 6 aprile 1936 – Tylorstown, 23 aprile 2024) è stato un calciatore gallese, di ruolo attaccante.

## Palmarès

### Club

#### Competizioni nazionali
- Third Division: 1

Plymouth: 1958-1959